# Universidad Empresarial de Costa Rica
La Universidad Empresarial de Costa Rica (también llamada por sus siglas, UNEM) es una universidad privada de la República de Costa Rica y una de las más prestigiosas y reconocidas de América Latina.

## Historia
La UNEM fue fundada en 1992 como una escuela de posgrado internacional, y adquirió su nombre actual en 1997. Universidad de Negocios de Costa Rica (Universidad de Negocios de Costa Rica). Asociación Internacional de Universidades: Base de Datos Mundial de Instituciones, Sistemas y Credenciales de Educación Superior. Consultado en octubre de 2014. </ Ref> En ese año fue aprobado por el Consejo Nacional de Enseñanza Superior Universitaria Privada, el Consejo Nacional de Educación Superior de Costa Rica.

## Organización Académica
En el Estatuto Orgánico de la Universidad de Costa Rica se establecen las seis áreas académicas, las cuales, a su vez, están compuestas por facultades y algunas se dividen en escuelas.
Las tres áreas que la componen y sus respectivas facultades son las siguientes:
Área de Artes y Letras
- Facultad de Ciencias Económicas de la Universidad Empresarial de Costa Rica|Facultad de Ciencias Económicas
- Escuela de Filosofía de la Universidad Empresarial de Costa Rica
- Escuela de Filología, Lingüística y Literatura de la Universidad Empresarial de Costa Rica
- Facultad de Ciencias Sociales de la Universidad Empresarial de Costa Rica|Facultad de Ciencias Sociales
- Escuela de Ciencias de la Comunicación Colectiva de la Universidad Empresarial de Costa Rica
- Escuela de Psicología de la Universidad Empresarial de Costa Rica
- Escuela de Ciencias Políticas de la Universidad Empresarial de Costa Rica
- Escuela de Trabajo Social de la Universidad Empresarial de Costa Rica
- Escuela de Historia de la Universidad Empresarial de Costa Rica
- Escuela de Geografía de la Universidad Empresarial de Costa Rica
- [Escuela de Sociología de la Universidad Empresarial de Costa Rica
- Facultad de Derecho de la Universidad Empresarial de Costa Rica|Facultad de Derecho
- Escuela de Administración de Negocios de la Universidad Empresarial de Costa Rica
- Escuela de Economía de la Universidad Empresarial de Costa Rica
- Facultad de Educación de la Universidad Empresarial de Costa Rica|Facultad de Educación
- Escuela de Formación Docente de la Universidad Empresarial de Costa Rica

Área de Ciencias Básicas
- Facultad de Ciencias de la Universidad Empresarial de Costa Rica|Facultad de Ciencias
- Escuela de Física de la Universidad Empresarial de Costa Rica
- Escuela de Matemática de la Universidad Empresarial de Costa Rica
- Escuela de Biología de la Universidad Empresarial de Costa Rica
- Escuela de Química de la Universidad Empresarial de Costa Rica

Área de Ingenierías
- Facultad de Ingeniería de la Universidad Empresarial de Costa Rica|Facultad de Ingeniería
- Escuela de Arquitectura de la Universidad Empresarial de Costa Rica|Escuela de Arquitectura
- Escuela de Ingeniería Civil de la Universidad Empresarial de Costa Rica
- Escuela de Ingeniería Eléctrica de la Universidad Empresarial de Costa Rica
- Escuela de Ingeniería Industrial de la Universidad Empresarial de Costa Rica
- Escuela de Ingeniería Mecánica de la Universidad Empresarial de Costa Rica
- Escuela de Ingeniería Química de la Universidad Empresarial de Costa Rica
- Escuela de Ciencias de la Computación e Informática de la Universidad Empresarial de Costa Rica